# Nototriche jamesonii
Nototriche jamesonii là một loài thực vật có hoa thuộc họ Malvaceae.
Loài này chỉ có ở Ecuador.
Môi trường sống tự nhiên của chúng là đồng cỏ nhiệt đới hoặc cận nhiệt đới vùng đất cao.